# Giuseppe Aprile
Giuseppe Aprile (Martina Franca, 28 ottobre 1732 – Martina Franca, 11 gennaio 1813) è stato un cantante castrato soprano, compositore e maestro di canto italiano. In vita era anche conosciuto con i nomi di Scirolo, Sciroletto e Scirolino (derivanti dal nome del suo insegnante di canto Gregorio Sciroli).
Dopo aver ricevuto i primi rudimenti di musica dal padre Fortunato, a diciannove anni fu a Napoli, dove studiò canto con Gregorio Sciroli. 
L'anno successivo fece la sua prima apparizione in pubblico cantando in un'opera del suo maestro Sciroli, Il barone deluso, rappresentata a Roma. 
Successivamente si esibì per alcuni anni a Napoli, dove tra il 1752 e il 1756 fu al servizio della cappella reale, a Torino e poi nuovamente a Roma. 
Il 10 luglio 1753 è Mintéo nella prima assoluta di L'eroe cinese di Baldassarre Galuppi e in novembre Rodoaldo in Ricimero re de' goti di Galuppi con Gaetano Majorano al Teatro San Carlo di Napoli.
Dopo il 1759 partì per un luogo viaggio che lo condusse prima a Venezia, poi a Madrid e infine a Stoccarda. Nella città tedesca, dove rimase dal 1762 e 1769, fu nominato primo uomo e cantò in diversi lavori di Niccolò Jommelli, all'epoca compositore di corte nella stessa città.
I successi riscossi presso la corte sveva gli permisero di ottenere uno stipendio al pari di Jommelli. Però lo sfruttamento che subiva nella cappella ducale nel 1769 gli fece prendere la decisione di partire e tornare in Italia, dove riprese ad esibirsi nei maggiori palcoscenici. A Napoli continuò a cantare nelle opere di Jommelli e nel 1783 succedette a Caffarelli nella posizione di primo soprano della cappella reale. Nel 1798, ormai sessantaseienne, si ritirerà a vita privata.
Fu uno dei migliori cantanti castrati della sua epoca: Charles Burney ebbe occasione di ascoltarlo a Napoli nel 1770, mentre Wolfgang Amadeus Mozart, che lo sentì sia a Milano che a Bologna, lo descrisse come un cantante ineguagliato dotato di una bellissima voce.
Come molti cantanti coevi, si dedicò anche all'attività compositiva. Scrisse una grande quantità di lavori, soprattutto duetti e solfeggi; anche se legato all'ambiente teatrale non scrisse opere.
Fu inoltre insegnante di canto, tra i suoi allievi ebbe il celebre compositore Domenico Cimarosa e il tenore irlandese Michael Kelly.